# 塚本無線
株式会社 塚本無線（つかもとむせん、Wireless Tsukamoto Co., Ltd.）は、三重県津市に本社ビル、三重県鈴鹿市に旧本社ビルと工場を置いた、防犯カメラや防犯カメラ用レコーダー（DVR）など、防犯カメラシステム用品の、開発・製造・販売を行っている。1978年創業。
なお、2023年1月に三重県鈴鹿市にあった本社ビルから数百メートル離れた津市の新工場へ本社移転した。

## 概要
韓国・中国に支社を置き、防犯カメラの開発・製造を行い、主に日本で販売を行っている。また、防犯カメラ以外の分野でも、様々なOEM・ODM業務を行っている。なお、ロゴのWTWはWireless Tsukamoto Worldの略

## 沿革
- 1978年04月 - 塚本無線商会を創業。[2]
- 1989年05月 - 株式会社塚本無線を設立。[3]
- 1995年05月 - 韓国国際電子の指導の下、防犯セキュリティー業務を開始する
- 1996年02月 - 防犯・監視カメラの販売を開始する
- 1998年04月 - 赤く光っているのがわからない「赤外線カメラ」　SM-CPHシリーズの販売開始。最長960時間録画のできる「タイムラプスビデオ」の販売開始。1つのTV画面に複数台のカメラを表示させる「映像分割器」の販売開始。防犯カメラのオンラインショップを開始。
- 2000年04月 - 韓国に現地法人　株式会社塚本無線韓国を設立。40GBのHDDを搭載した「スタンドアローンデジタルレコーダー」の販売開始。固定IPアドレスを利用した「遠隔監視対応」デジタルレコーダーの販売開始。「Windows OS」で稼動するデジタルレコーダーシステムの販売開始。タイムラプスビデオやデジタルレコーダーとカメラの「セット商品」の販売開始。韓国に現地法人、株式会社塚本無線韓国を設立
- 2000年11月 - 塚本無線韓国が韓国ベンチャー企業として認定される
- 2003年02月 - 鈴鹿市磯山に新社屋建築
- 2003年10月 - 韓国ソウルに韓国支社をおく
- 2005年07月 - 中国深圳に現地法人　塚本貿易有限公司（WTW CO., LTD.）をおく
- 2006年03月 - 第一回社債発行
- 2006年03月 - 塚本無線韓国　新型IF中継器及び、携帯電話電波遮断機の生産規模拡大の為移転
- 2006年04月 - 中国支店事務所兼工場　購入
- 2008年04月 - 韓国支社、ISO9001／ISO14001認証取得
- 2008年05月 - 塚本無線韓国、中小企業庁の輸出支援センターCE支援金取得
- 2010年04月 - 社団法人日本防犯設備協会に正会員として入会
- 2010年06月 - 韓国支社、新事務所兼工場を購入
- 2011年10月 - 塚本無線オリジナル 防犯灯カメラ・センサーライト防犯カメラの販売開始
- 2011年12月 - センサーライト防犯カメラに警報機を連動させる商品の販売開始
- 2012年02月 - 最大30fpsで送信が可能なデジタル送受信無線ユニットの「WTW-TR23」を販売開始
- 2013年03月 - 第二回 社債発行
- 2013年03月 - 韓国支社 業務拡大の為 第二工場 購入
- 2013年05月 - WTWオリジナルのカメラリモートコントロールシステムの開発！　バリフォーカル、ピント及びOSDのメニューをモニター前のリモコンで調整可能となりました。映像ケーブルを信号線として共有しますので引き回しの必要はありません。
- 2013年10月 - HD-SDIカメラ事業拡大のため、製造スタッフの増員と製品管理の為、バーコード管理システムの導入
- 2014年01月 - WTWオリジナルの3G-SDIカメラの開発開始 秒間60フレームという高性能・高画質のカメラの開発に とりかかりました。
- 2014年04月 - WTWオリジナルの3G-SDIカメラ初期ロット製造開始 秒間60フレームという高性能・高画質のカメラの販売開始。
- 2014年04月 - 100万画素 無線カメラシステム。スマホで見られるワイヤレス防犯カメラ開発。
- 2014年07月 - 第三回社債発行
- 2014年11月 - AHDカメラの製造開始
- 2014年12月 - 三重県鈴鹿市の本社前に商品管理倉庫を建設
- 2015年02月 - IPカメラの自社開発を開始
- 2015年02月 - 自社開発のAHD対応レコーダーDA5シリーズの発売開始
- 2015年04月 - NVRの自社開発を開始
- 2015年05月 - 無線カメラ　WTW-NO.1シリーズ発売開始
- 2015年06月 - 鈴鹿本社AHDカメラ・HD-SDIカメラ製造開始
- 2015年07月 - 第四回社債発行
- 2016年08月 - 鈴鹿本社HD-SDI寒冷地仕様製造開始
- 2016年11月 - 第五回社債発行
- 2017年01月 - 4K対応デジタルレコーダーの自社開発を開始
- 2017年02月 - 鈴鹿本社5シリーズDVR 製造開始
- 2017年06月 - 津市河芸町にて津工場及び津倉庫を購入
- 2017年08月 - 津工場での製造開始
- 2023年01月 - 本社を鈴鹿市から津市河芸町へ移転
- 2025年06月 - 塚本無線 東京支社を千代田区丸の内に開所

## 受賞・表彰歴など
- 2020年01月 - 「塚本無線 楽天市場店」ショップオブザマンス都道府県賞受賞
- 2020年06月 - 「塚本無線 楽天市場店」楽天上半期ランキング（日用品・文房具・手芸部門）受賞
- 2020年06月 - 「塚本無線 Yahoo!ショッピング店」東海エリア 生活カテゴリ賞 2位受賞
- 2020年12月 - 「塚本無線 楽天市場店」年商3億円突破記念受賞
- 2020年12月 - 「塚本無線 Yahoo!ショッピング店」年間ベストストア（日用品・文具部門）1位受賞
- 2021年03月 - 三重県津市より非接触式体表面温度計の寄贈に対する市長感謝状[4]
- 2021年03月 - 三重県警察より非接触式体表面温度計の寄贈に対する市長感謝状[5]
- 2021年03月 - 三重県鈴鹿市より非接触式体表面温度計の寄贈に対する市長感謝状[6]
- 2021年03月 - 三重県亀山市より非接触式体表面温度計の寄贈に対する市長感謝状
- 2021年03月 - 三重県桑名市より非接触式体表面温度計の寄贈に対する市長感謝状
- 2021年03月 - 三重県伊勢市より非接触式体表面温度計の寄贈に対する市長感謝状
- 2021年03月 - 三重県松阪市より非接触式体表面温度計の寄贈に対する市長感謝状
- 2021年03月 - 三重県鳥羽市より非接触式体表面温度計の寄贈に対する市長感謝状
- 2021年04月 - 愛知県名古屋市より非接触式体表面温度計の寄贈に対する市長感謝状[7]
- 2021年04月 - 三重県名張市より非接触式体表面温度計の寄贈に対する市長感謝状
- 2021年04月 - 三重県志摩市より非接触式体表面温度計の寄贈に対する市長感謝状
- 2021年04月 - 三重県伊賀市より非接触式体表面温度計の寄贈に対する市長感謝状
- 2021年04月 - 宮城県仙台市より非接触式体表面温度計の寄贈に対する市長感謝状
- 2021年04月 - 静岡県静岡市より非接触式体表面温度計の寄贈に対する市長感謝状[8]
- 2021年04月 - 岡山県岡山市より非接触式体表面温度計の寄贈に対する市長感謝状
- 2021年04月 - 北海道札幌市より非接触式体表面温度計の寄贈に対する市長感謝状[9]
- 2021年04月 - 群馬県前橋市より非接触式体表面温度計の寄贈に対する市長感謝状
- 2021年05月 - 愛媛県松山市より非接触式体表面温度計の寄贈に対する市長感謝状[10]
- 2021年05月 - 京都府京都市より非接触式体表面温度計の寄贈に対する市長感謝状
- 2021年05月 - 福岡県北九州市より非接触式体表面温度計の寄贈に対する市長感謝状[11]
- 2021年05月 - 広島県広島市より非接触式体表面温度計の寄贈に対する市長感謝状
- 2021年05月 - 新潟県新潟市より非接触式体表面温度計の寄贈に対する市長感謝状
- 2021年05月 - 滋賀県大津市より非接触式体表面温度計の寄贈に対する市長感謝状
- 2021年05月 - 千葉県つくば市より非接触式体表面温度計の寄贈に対する市長感謝状
- 2021年05月 - 福島県いわき市より非接触式体表面温度計の寄贈に対する市長感謝状
- 2021年05月 - 和歌山県和歌山市より非接触式体表面温度計の寄贈に対する市長感謝状
- 2021年05月 - 徳島県徳島市より非接触式体表面温度計の寄贈に対する市長感謝状
- 2021年05月 - 奈良県奈良市より非接触式体表面温度計の寄贈に対する市長感謝状[12]
- 2021年06月 - 岐阜県岐阜市より非接触式体表面温度計の寄贈に対する市長感謝状

## 記念日
５月１８日「防犯対策の日」を記念日として、三重県鈴鹿市に本社を置く株式会社塚本無線が制定。
日付は、5を「GO」、1を棒に見立て「棒＝防」、8を「犯」とする語呂合わせから「GO防犯（ゴーぼうはん）」と読み、防犯対策に一歩踏み出す意味を込めたもの。
記念日は2023年（令和5年）に一般社団法人日本記念日協会により認定・登録された。

## テレビ番組
- カメラに映っちゃダメ忍者（テレビ朝日・2021年5月15日 ※特番）[14]

### 参考サイト
- 株式会社塚本無線 会社概要

- 株式会社塚本無線 業務内容

- 塚本無線の沿革